# Акритас Хлорака
Акритас Хлорака (на гръцки: Ακριτας Χλωρακας) е кипърски футболен клуб от село Хлорака, община Пафос. Основан е през 1971 г. оттогава насам играе единствено в кипърска втора и трета дивизия.

## Успехи
- Кипърска Трета Дивизия: 2

1977, 2009